# Теодор Атанацковић
Теодор Атанацковић (Сибач, 2. новембар 1945) српски је научник, универзитетски професор и академик.

## Биографија
Теодор Атанацковић је рођен 2. новембра 1945. у Сибачу, у општини Пећинци, у Срему. Школовао се у Новом Саду.
Дипломирао је 1969. год. на Машинском факултету у Новом Саду. Последипломске судије из области механике похађао је у САД од 1971. до 1974. године на департману механике Уверзитета Кентаки у Лексигтону где је докторирао 1974. године. Ради на Катедри за механику Факулета Техничких наука у Новом Саду од 1974. године. Доцент је постао 1978. године, а редовни професор 1988. године. У периоду од 1982. до 1995. провео је као стипендиста Хумболтове фондације две године на Техничком Универзитету у Берлину у Немачкој.
Од 2009. године је редовни члан Српске академије наука и уметности а од 2014. је професор емеритус Универзитета у Новом Саду. Од 2015. до 2022. године био је секретар Огранка Српске академије наука и уметности у Новом Саду.
Његов истраживачки рад односи се на: механику непрекидиних средина, варијационе принципе механике, механику материјала са меморијом облика (псеудо еластични материјали), виско еластичне материјале фракционог типа, биомеханику, теорију стабилности и бифуркација и проблеме оптимизације у еластичности и теорији конструкција.
Члан је Српског друштва за механику.

## Одабрана дела
- T. M. Atanackovic, Stability Theory of Elastic Rods. World Scientific, New Jersey, 1997.
- T. M. Atanackovic, A. Guran, Theory of Elasticity for Scientists and Engineers. Birkhauser, Boston 2000.
- Т. М. Атанацкович, А. Гуран, Лекции по Теории упругости, (превод са изменама: T. M. Atanackovic and A. Guran, Lectures on Elasticity Theory) Санкт Петерсбургскии государствени университет 2003.
- B. D. Vujanovic and T. M. Atanackovic, An Introduction to Modern Variational Techniques in Mechanics and Engineering. Birkhauser, Boston 2004.
- T.M. Atanackovic, S.Pilipovic, B. Stankovic, D. Zorica, Fractional calculus with Application in Mechanics: Vibrations and Diffusion Processes, ISTE, London, John Wiley & Sons, New York, 2014.
- T.M. Atanackovic, S.Pilipovic, B. Stankovic, D. Zorica, Fractional calculus with Application in Mechanics: Wave Propagation, Impact and Variational Principles, ISTE, London, John Wiley & Sons, New York, 2014.